# Kádár Kata (film)
A Kádár Kata Szőts István 1943-ban forgatott kisjátékfilmje Szellay Alice és Halász Géza főszereplésével egy  székely népballada alapján, Kodály Zoltán zenéjével.

## Cselekménye
Gyulainé, a gazdag nemesasszony – „nagy urak szép leányának” szánva fiát – megtiltja neki, hogy jobbágyleányt vegyen feleségül. A legény bánatában elhagyja faluját, és sejtelmes fenyvesek köddel átszőtt, napfénnyel átsugárzott úttalan útjain világgá megy, de hamarosan visszafordul, mert a kedvesétől kapott fehér kendő vörösre változott, azt jelezve, valami baj történt szerelmével. Egy pásztorfiútól megtudja, hogy haragos édesanyja beváltotta fenyegetését és tóba ölette a lányt. A legény gyors paripáján visszatér falujába. A tó partján siratva kedvesét, Kádár Kata alakja sejlik fel a tó tükre alatt, valósággal hívja őt; a legény reáborulva elmerül. A szerelmes pár lelke vízililiom és tavirózsa alakjában ismét egyesül, ám az öregasszony kitépi és eltapossa az összefonódó virágokat, amiért azok megszólalva elátkozzák őt.

## Szereplők
- Szellay Alice – Kádár Kata
- Halász Géza – Gyulai Márton
- Szilvássy Margit – énekhang
- ?   – Gyulainé[1]
- ?   – pásztorfiú

## A film készítése
A dél-erdélyi származású Szőts István 1940 őszén részt vett az észak-erdélyi bevonulásban. Megragadta a táj szépsége; a sajátos erdélyi történelmi tudattal és magyarság-érzettel rendelkező fiatal filmesben akkor érlelődött meg egy olyan film elkészítésének terve, amelyben hangsúlyozottan jelenik meg mély kapcsolata a természettel és Erdéllyel. Ez lett az Emberek a havason című filmdrámája.
A stáb 1941 kora őszén a Gyilkos-tó mellett szállt meg, onnan indult naponta a forgatásokra. A rendezőt lenyűgözte „a tóba süllyedt erdő különös, ritka látványa, a víztükör remegése, s a mélybe zuhant fenyőfák kopár ágai és bizarr gyökerei, amik mint valami hatalmas polipkarok megmozdultak és szinte a mélybe akarták húzni” őt. Az így kibontakozó fantasztikus formákat, fényeket és árnyakat azonban nem tudta beépíteni a filmbe, ezért úgy döntött, hogy egy klasszikus magyar ballada, a Kádár Kata képi aláfestéséhez használja fel. Az 1943-ban leforgatott kisfilmben a tó és a halott erdő csontkarjai, nemcsak kerete és háttere lett a vízbe ölt lány történetének, hanem vizuális motívumainak gazdagságával valóságos főszereplője lett a balladának.
Szőts ismerte a népi ballada Kodály Zoltán által az 1920-as évek elején énekhangra és zongorára feldolgozott változatát; azt szerette volna a filmhez felhasználni. Felkeresték Kodályt, aki hosszas győzködés után – fényképes illusztrálás és a filmrendező művészi elgondolásának részletes ismertetését követően – beleegyezett, hogy a film részére elkészítse a ballada kamarazenekari átiratát.
A film fotografálásához – a szakma tiltakozása ellenére – a rendező „az ellenfények mesterét”, Dulovits Jenő amatőr fényképészt bízta meg. Szőts tiszteletben tartotta Kodály eredeti zenéjét, a filmet annak ütemére komponálta meg. Az eredménnyel nem volt elégedett, mert az elkészült mű mesterkéltnek hatott: csupán illusztrálta a ballada szövegét, nem pedig képi eszközökkel vizuálisan erősítette azt. A hibákat egy archaikus hangú balladamondó asszony szövegével, vagy a balladát rendszeresen eléneklő Török Erzsébet népdalénekessel készült felvétellel kívánta javítani. Lippayné, a producer azonban elvette Szőtstől a leforgatott anyagot és a dal eléneklésére – Szőts megkérdezése nélkül – Szilvássy Margitot, az Operaház magánénekesnőjét kérte fel. A zenei felvétel a Hunnia Filmgyár nagy szinkrontermében készült 1943. december elején, a zenekart maga Kodály vezényelte. A felvételnél segédkezett – a tudósító szavaival „kibicelt” – az akkor már neves rendező, Nádasdy Kálmán.
A kisfilmet 1944. május 18-tól vetítették csak főcímmel, stáblista nélkül kísérőfilmként, kizárólag a híradó mozikban. Producere, Lippay Istvánné az alkotást felhasználta az 1944. július 20-án bemutatott, a Lippay Film és a Magyar Film Iroda koprodukciójában készített, hat epizódból álló Szerelmes szívek című szkeccsfilmhez.

## Fogadtatása
Szőts értékelése szerint a kulturált, operaházi énekstílus még jobban felerősítette azt, amit ő a leforgatott filmben művinek, mesterkéltnek talált. Tiltakozásul levetette nevét a főcímről. Hasonló véleménnyel volt az operatőr is, aki szerint csak töredékét mutathatták meg elgondolásaiknak, művészi törekvéseiknek, mivel a film készítésében végül is nem a művészet, hanem a gyártás szempontjai érvényesültek.
A kritika hasonlóan vélekedett: dicsérte a teljesen szabadban, stúdió nélkül felvett film képi világát, a fények játékos csillogását, a lírai ábrázolási módot, de a maga nemében kiváló zenemű felhasználásáról lesújtóan nyilatkoztak. A Magyar Film kritikusa így írt:
„…Az egyszerű és mégis szívbemarkoló, a nép lelkében született balladához egy kulturált, iskolázott, sőt a szövegrészt illetőleg teljesen érthetetlen éneklés lerombolta a kép nyújtotta élményt. Itt a szöveg lett volna a fontos és éppen ez hiányzott. Egy kevésbé nagyszerű énekesnő, jól érthető szövegmondása sokkal többet eredményezett volna. A tragédia, amelyet ez a gyönyörű ballada magában hord, komikummá torzult és hangos nevetést váltott ki a közönségből amikor Szilvássy a különböző beszélő szereplőket, hangszíne változtatásával akarta érzékeltetni…”